# Sheila Taormina
Sheila Taormina (Livonia, 18 de março de 1969) é uma ex-atleta norte-americana que competiu em múltiplos esportes. Integrou a equipe nacional de natação nos Jogos Olímpicos de 1996, realizados em Atlanta, onde conquistou uma medalha de ouro. Participou de quatro edições olímpicas, tornando-se a primeira mulher a se qualificar em três esportes diferentes (natação, triatlo e pentatlo moderno). Foi incluída em 2015 no Hall da Fama dos Esportes de Michigan.

## Carreira

### Natação
Taormina praticou natação enquanto frequentava a Universidade da Geórgia (UGA), na qual obteve um bacharelado e um mestrado em administração de empresas. Foi capitã da equipe da Geórgia em 1991 e ganhou todas as honrarias nos quatro anos de sua carreira universitária, incluindo a medalha de ouro no 4x200 metros livre dos Jogos Olímpicos de 1996, realizados em Atlanta. Foi a primeira nadadora da UGA a ganhar uma medalha de ouro olímpica e também a integrar a equipe olímpica em vários esportes.

### Triatlo
Em 1999, Taormina começou a competir no triatlo, esporte pelo qual se qualificou para os Jogos Olímpicos de Sydney e Atenas. Nas ocasiões, obteve a sexta e a vigésima terceira colocação, respectivamente. Nas competições internacionais, obteve sua primeira medalha em 4 de novembro de 2001 quando venceu a etapa de Cancún da Copa do Mundo. No ano seguinte, conquistou mais três medalhas na competição: um ouro (Nice), uma prata (São Petersburgo) e um bronze (Edmonton). Ela também conquistou uma medalha de prata nos Jogos Pan-Americanos de 2003 e se tornou campeã mundial em 2004.

### Pentatlo moderno
Depois dos Jogos de Atenas, Taormina começou a praticar um novo esporte, o pentatlo moderno, esporte pelo qual venceu a divisão sênior feminina do Campeonato Pan-Americano de 2005. Ela conseguiu se classificar para os Jogos Olímpicos de 2008, fazendo dela a primeira atleta a se qualificar para as Olimpíadas em três esportes diferentes. Em Pequim, terminou o evento de pentatlo na décima oitava posição.

## Ensino e escrita
Taormina dedicou tempo ao ensino, treinamento e realização de seminários por todo o mundo. Ela é autora de três guias: Swim Speed Secrets, Swim Speed Workouts e Swim Speed Strokes.